# Tobias Gemperlin
Tobias Gemperlin (Gemperle) (født i Augsburg, død 1587 i København) var en tysk/dansk portrætmaler.
Han kom fra Tyskland til Danmark, hvor han virkede det meste af sin levetid, og hvor han knyttedes nær til Tyge Brahe, der havde lært ham at kende 1575 i Augsburg og fik ham til Danmark. Gemperlin malede flere portrætter af Tyge Brahe (bl.a. til murkvadranten); kun en lille portrættegning (i Kobberstiksamlingen) er bevaret, og Jacob de Gheyn II’s portrætstik af Tyge Brahe (1586) efter en tegning, der sikkert skyldes Gemperlin. I det hele synes Gemperlin at have udfoldet en ret betydelig virksomhed som portrætmaler. Af hans stive, men udtryksfulde og i farven vel afstemte billeder er bevaret bl.a.: Jørgen Rosenkrantz og Dorthe Lange (Rosenholm), Fru Edel Hardenberg (Hvedholm), Birgitte Gøye (Odense adelige Jomfrukloster), Anders Sørensen Vedel (1578) og Niels Hemmingsen (1595) (på Frederiksborg Museum), Anne Rønnov (Skovsbo) med videre.

## Ekstern henvisning
- Tobias Gemperlin på Kunstindeks Danmark/Weilbachs Kunstnerleksikon